# Víctor del Árbol
Víctor del Árbol Romero (Barcelona, 1968) es un escritor español.

## Biografía
Hijo de inmigrantes, creció en medio de una extrema pobreza y con cuatro hermanos en el barrio de Torre Baró, en Barcelona. Fue seminarista durante cinco años, antes de cursar estudios de Historia en la Universidad de Barcelona y trabajó como funcionario de la Generalidad de Cataluña entre los años 1992 y 2012 (mozo de escuadra).
Participó dos años como locutor y colaborador con el programa radiofónico de realidad social Catalunya sense barreres (Radio Estel, ONCE).
Fue finalista del Premio Fernando Lara en 2008 y ganó el Premio Tiflos de Novela, organizado por la ONCE, en 2006 con El peso de los muertos. En 2011 publicó La tristeza del samurái (Editorial Alrevés), traducida a una decena de idiomas y que cuenta con numerosos premios, entre ellos, Le Prix du polar Européen 2012 a la mejor novela negra europea que otorga la publicación francesa Le Point en el festival de Novela Negra de Lyon, le Prix QuercyNoir 2013, de Cahors, y el Premio Tormo Negro, otorgado por el Club de novela criminal de la Biblioteca Fermín Caballero, de Cuenca, en 2013. La novela transcurre en forma paralela en dos lugares y dos momentos distintos: Extremadura en 1941 y Barcelona en 1981. La relación causal entre ambas tramas constituye la sustancia de la historia. 
En Un millón de gotas (2014) hace un retrato escalofriante de la Unión Soviética de los años treinta. En 2019 publica "Antes de los años terribles"  sobre la historia de Isaís Yoweri que nos lleva a Uganda y a la historia de miles de niños soldado.

## Obra
- El peso de los muertos, Editorial Castalia, 2006, Premio Tiflos de Novela,
- El abismo de los sueños, 2008, finalista del premio Fernando Lara, inédita.
- La tristeza del samurái, Alrevés Editorial, 2011
- Respirar por la herida, Alrevés Editorial, 2013
- Un millón de gotas, Destino, 2014[6]
- La víspera de casi todo, Destino, 2016, premio Nadal.
- Por encima de la lluvia, Destino, 2017, premio Valencia Negra.
- Antes de los años terribles, Destino, 2019.
- El hijo del padre, Destino, 2021.
- Nadie en esta tierra, Destino, 2023.
- El tiempo de las fieras, Destino, 2024.

## Distinciones
- Premio Tiflos, 2006
- Finalista del Premio Fernando Lara, 2008
- Prix du Polar Européen Le Point, 2012
- Premio Quercy Noir, 2013
- Premio Tormo Negro Masfarné de novela policiaca, 2013.
- Premio "Pata Negra", 2015.
- Gran Premio de la literatura policíaca de Francia, 2015, por Un millón de gotas.
- Premio Nadal, 2016.
- Caballero de la Orden de las Artes y las Letras, 2017
- Premio Mejor Novela Valencia Negra, 2018.
- Premio mejor novela Blacklladolid  2021